# エチオプラスト

色素体の種類

エチオプラスト(Etioplast)は、光に晒されない葉緑体である。暗い場所で育つ顕花植物等で見られる。植物が数日間、光に当たらないと、通常の葉緑体は、エチオプラストに変化する。エチオプラストは活性型の色素を欠いており、白色体と見なされる。エチオプラストの割合が高くなると、葉は、緑色よりも黄色っぽくなる。
光に曝露されるとすぐに始まるサイトカイニンによるクロロフィル合成が刺激となり、エチオプラストは葉緑体に変換する。この過程の最中、ラメラ形成体からはチラコイドとグラナが生じる。